# Pierre Tornade
Pierre Tornade; właściwie Pierre Tournadre (ur. 21 stycznia 1930 w Bort-les-Orgues, zm. 7 marca 2012 Rambouillet) – francuski aktor.
Tornade był aktorem znanym z licznych ról drugoplanowych we francuskim kinie; a także cenionym aktorem dubbingowym udzielającym swego charakterystycznego głębokiego głosu w animacjach. Był m.in. Obeliksem z filmów animowanych o przygodach Asterixa i Obelixa z lat 80.i 90. Debiutował w 1955 na scenie teatralnej w paryskim Théâtre du Palais-Royal. Rok później pojawił się w filmie. Na początku lat 60. dołączył do komediowej trupy teatralnej Roberta Dhéry'ego Les Branquignols, w której występowali już tacy aktorzy jak m.in.: Louis de Funès, Jean Lefebvre, Jean Carmet, Jacqueline Maillan, Michel Serrault, Jacques Legras, Mario David. Współpraca ta zaowocowała kolejnymi rolami filmowymi; m.in. u boku de Funèsa: Sławna restauracja (1966), Zwariowany weekend (1968), Człowiek z tatuażem (1968). W latach 70. zagrał jedną z głównych ról w komediach: Gdzie się podziała siódma kompania? (1973) i Odnaleźliśmy siódmą kompanię (1975).
Aktor zmarł 7 marca 2012 w szpitalu w Rambouillet, gdzie przebywał od kilku dni w śpiączce. Trafił tam w wyniku obrażeń jakich doznał po upadku z drabiny. Pochowany na cmentarzu w Le Mesnil-Saint-Denis.

## Wybrana filmografia
Aktor:
- Jak włos w zupie (1957) jako Emile, lokaj
- Szczęściarze (1962)
- Naprzód Francjo (1964) jako zwolennik w autobusie
- Pieśń świata (1965)
- Żandarm w Nowym Jorku (1965) jako lekarz na statku
- Sławna restauracja (1966) jako kamerdyner w restauracji Septime'a
- Kochany łobuz (1966) jako klient z garażu
- Najstarszy zawód świata (1967) jako robotnik w przedsiębiorstwie
- Noc generałów (1967) jako Orderly
- Zwariowany weekend (1968) jako latarnik Jean-Baptiste Castagnier, brat Andre
- Człowiek z tatuażem (1968) jako szef żandarmerii
- Mózg (1969) jako belgijski żołnierz
- Zamek-pułapka (1969) jako Schwartz, gangster
- Nic nie wiem, ale powiem wszystko (1973) jako komisarz policji
- Gdzie się podziała siódma kompania? (1973) jako kpt. Dumont
- Odnaleźliśmy siódmą kompanię (1975) jako kpt. Dumont
- Powodzenia, stary! (1975) jako komisarz Pignol
- Fort Saganne (1984) jako ojciec Charlesa
- Nestor Burma (1991-2003; serial TV) jako komisarz Florimond Faroux

Głos:
- Asterix Gall (1967) – Asparanoiks
- Asterix i Kleopatra (1968) – Asparanoiks / Numerobis
- Dzielny szeryf Lucky Luke (1971) – Averell Dalton
- Robin Hood (1973) – braciszek Tuck (Borsuk)
- Dwanaście prac Asteriksa (1976) – Asparanoiks / Kakafoniks
- Lucky Luke – Ballada o Daltonach (1978) – Averell Dalton
- Lucky Luke (1983-84 i 1991-92; serial TV) – Averell Dalton
- Dommel (1988-89; serial TV) – Dommel (Cubitus)
- Asterix kontra Cezar (1985) – Obeliks
- Asterix w Brytanii (1986) – Obeliks
- Wielka bitwa Asteriksa (1989) – Obeliks
- Asterix podbija Amerykę (1994) – Obeliks